# تومي رايت (لاعب كرة قدم مواليد 1984)
تومي رايت (بالإنجليزية: Tommy Wright)‏ هو مدرب كرة قدم ولاعب كرة قدم بريطاني في مركز الهجوم، ولد في 28 سبتمبر 1984 في Kirby Muxloe ‏ في المملكة المتحدة. شارك مع منتخب إنجلترا تحت 19 سنة لكرة القدم ومنتخب إنجلترا تحت 20 سنة لكرة القدم. أما مع النوادي، فقد لعب مع غريمسبي تاون وفوريست غرين وكيدرمينستر هاريرز وليستر سيتي ونادي أبردين ونادي بارنسلي ونادي برينتفورد ونادي بلاكبول ونادي تاموورث ونادي دارلنجتون ونادي كوربي تاون ونادي لوتون تاون ونادي هاروجيت تاون ونادي والسول.

## وصلات خارجية
- تومي رايت (لاعب كرة قدم مواليد 1984) على موقع قاعدة بيانات كرة القدم.إي يو (الإنجليزية)
- تومي رايت (لاعب كرة قدم مواليد 1984) على موقع Soccerbase.com (لاعب) (الإنجليزية)
- تومي رايت (لاعب كرة قدم مواليد 1984) على موقع Soccerway.com (الإنجليزية)
- تومي رايت (لاعب كرة قدم مواليد 1984) على موقع عالم كرة القدم.نت (الإنجليزية)